# Georgia Williams
Georgia Williams (Auckland, 25 augustus 1993) is een Nieuw-Zeelands voormalig wielrenster. Ze was zowel actief op de baan als op de weg.

## Carrière
Op de baan werd Williams in 2013 en 2014 Oceanisch kampioene ploegenachtervolging. Tijdens de Gemenebestspelen 2014 in Glasgow nam ze deel aan verschillende baanonderdelen.
Met BePink werd ze in het wegwielrennen vierde tijdens het WK ploegentijdrit 2016 in Qatar, samen met onder andere Amber Neben, die een paar dagen later de individuele tijdrit won, en Olga Zabelinskaya, die twee maanden eerder zilver won op de olympische tijdrit in Rio de Janeiro.
In april 2018 won ze zilver in de wegwedstrijd op de Gemenebestspelen 2018 in Gold Coast achter Chloe Hosking. Na diverse nationale podiumplekken won Williams in 2018 zowel het Nieuw-Zeelands kampioenschap op de weg als in de tijdrit. In 2021 herhaalde ze deze prestatie. Ook in 2019, 2022 en 2023 behaalde ze de titel in het tijdrijden. Naast vijf nationale titels in het tijdrijden, behaalde ze in deze discipline ook een bronzen medaille tijdens de Gemenebestspelen 2022 in Warwick en enkele ereplaatsen tijdens het WK tijdrijden.

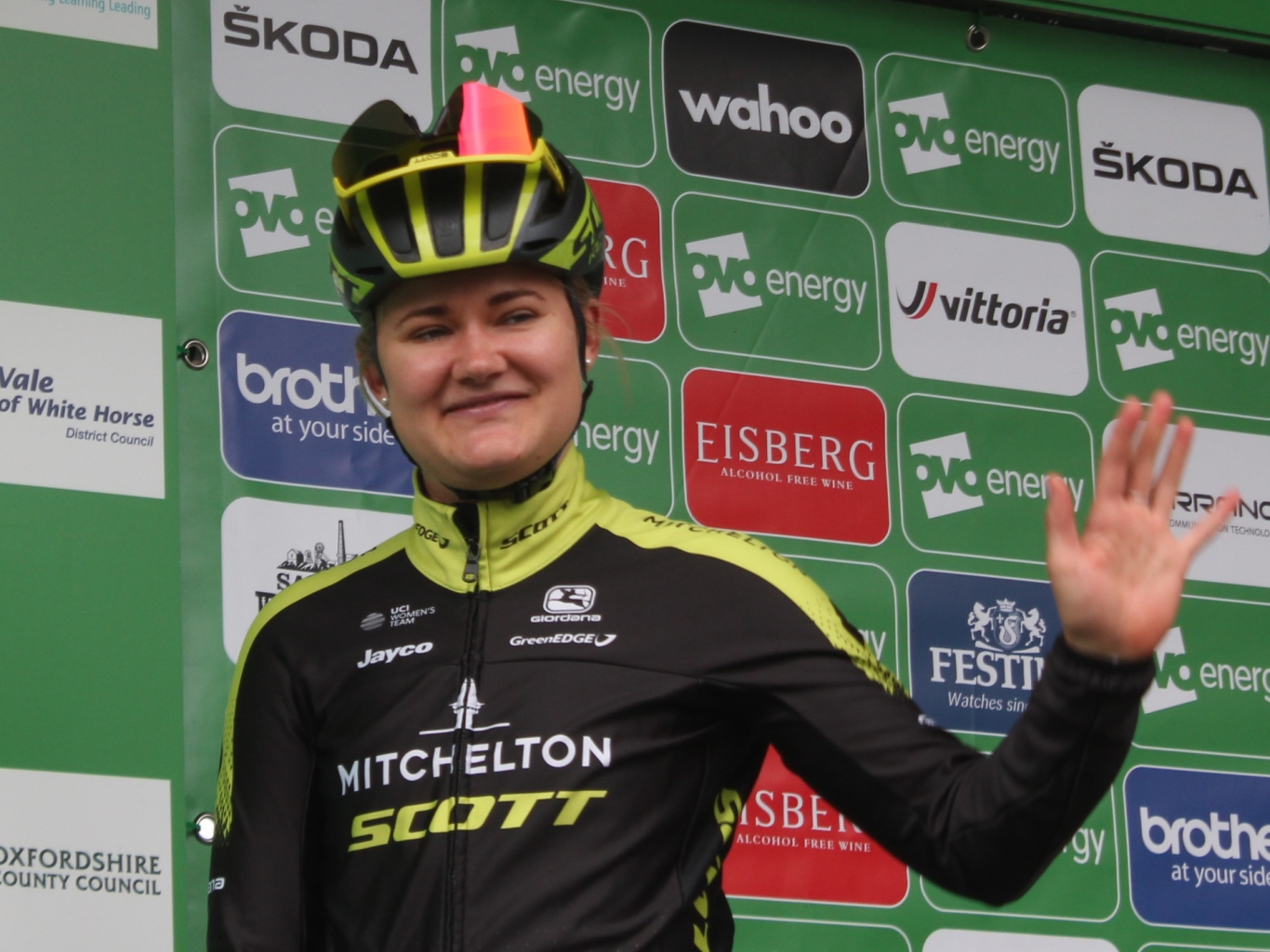
Williams in The Women's Tour 2019.

Williams reed vier jaar bij de Italiaanse wielerploeg BePink, zes jaar voor het Australische Mitchelton-Scott (en diens opvolger BikeExchange Jayco) en in 2023 sloot ze haar carrière af bij de Amerikaanse wielerploeg EF Education-TIBCO-SVB.

## Palmares

### Baanwielrennen
2013
 Oceanisch kampioene ploegenachtervolging
2014
 Oceanisch kampioene ploegenachtervolging

### Wegwielrennen
2013
 Nieuw-Zeelands kampioenschap tijdrijden
 Nieuw-Zeelands kampioenschap op de weg
Jongerenklassement GP Elsy Jacobs
Jongerenklassement Tour Languedoc Roussillon
1e etappe (ploegenrijdrit) Giro del Trentino Alto Adige-Südtirol
2016
 Nieuw-Zeelands kampioenschap op de weg
2017
 Nieuw-Zeelands kampioenschap tijdrijden
 Nieuw-Zeelands kampioenschap op de weg
2018
 Nieuw-Zeelands kampioen tijdrijden
 Nieuw-Zeelands kampioen op de weg
 Wegwedstrijd, Gemenebestspelen
3e in 2e etappe (tijdrit) Herald Sun Tour
2019
 Nieuw-Zeelands kampioen tijdrijden
2021
 Nieuw-Zeelands kampioen tijdrijden
 Nieuw-Zeelands kampioen op de weg
2022
 Nieuw-Zeelands kampioen tijdrijden
 Nieuw-Zeelands kampioenschap op de weg
 Individuele tijdrit, Gemenebestspelen
2e in 2e etappe (tijdrit) Ronde van Zwitserland (WWT)
2023
 Nieuw-Zeelands kampioen tijdrijden
 Nieuw-Zeelands kampioenschap op de weg
3e in eindklassement Santos Women's Tour Down Under (WWT)
2e in 2e etappe
3e in 3e etappe

### Klassiekers en WK

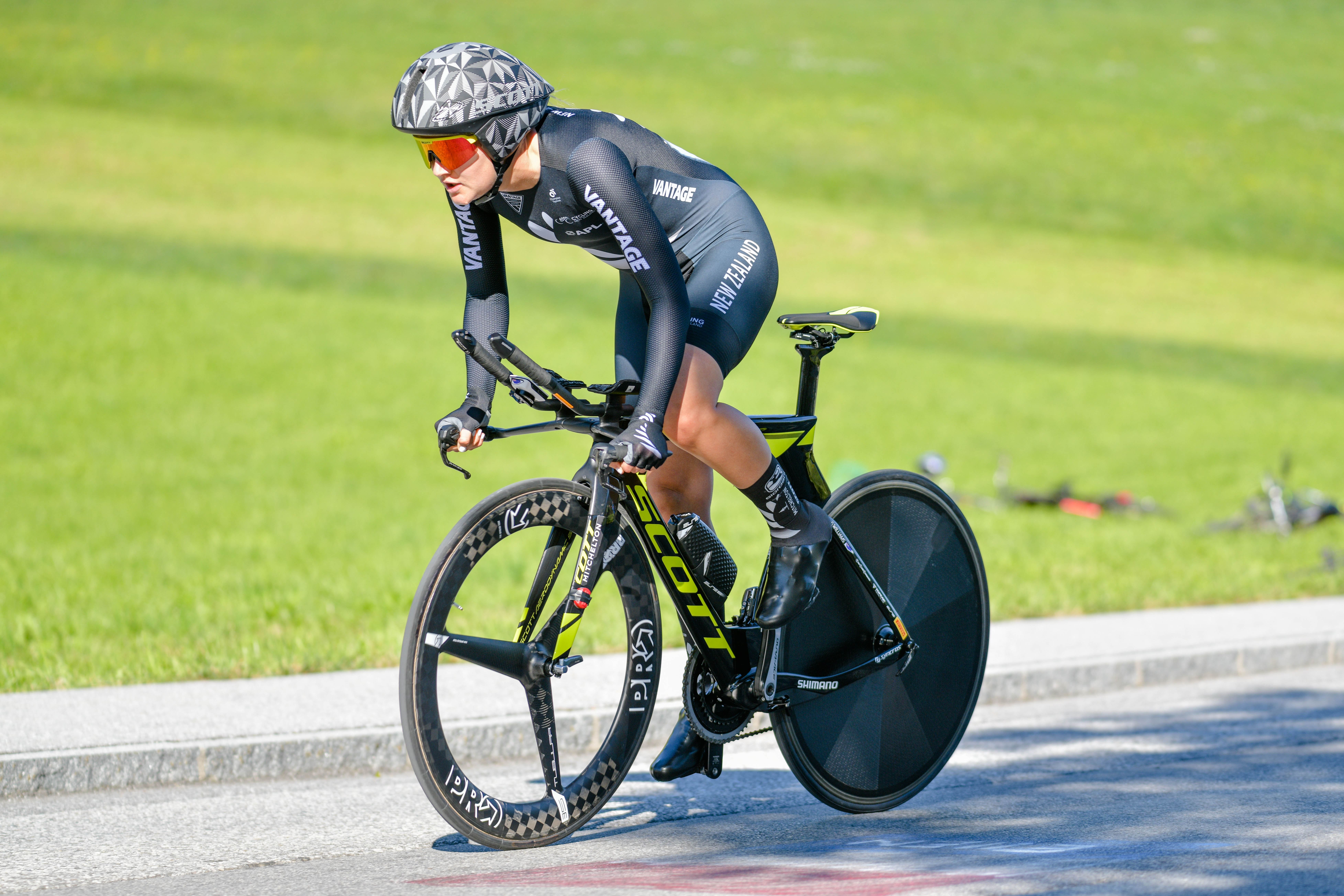
Williams op het WK tijdrijden in 2018

| Jaar | Ronde van Vlaanderen | Parijs-Roubaix | Amstel Gold Race | Luik-Bast.‑Luik | Strade Bianche | Waalse Pijl | WK tijdrijden |  | WK op de weg |
| ---- | -------------------- | -------------- | ---------------- | --------------- | -------------- | ----------- | ------------- |  | ------------ |
| 2013 | 47e                  |                |                  |                 |                | 23e         |               |  |              |
| 2014 |                      |                |                  |                 |                |             |               |  |              |
| 2015 | opgave               |                |                  |                 |                | 66e         |               |  |              |
| 2016 |                      |                |                  |                 |                |             |               |  |              |
| 2017 | 85e                  |                |                  | 84e             | 53e            | 53e         |               |  | 60e          |
| 2018 |                      |                |                  | 68e             | 18e            |             | 11e           |  | 47e          |
| 2019 |                      |                |                  |                 |                |             |               |  |              |
| 2020 |                      |                |                  | opgave          | opgave         | 68e         | 12e           |  | 46e          |
| 2021 |                      | opgave         | 75e              | 68e             | 78e            | 72e         |               |  |              |
| 2022 |                      |                | 73e              | 49e             | 40e            | 52e         |               |  |              |
| 2023 |                      |                | 77e              | 54e             |                | 55e         | 20e           |  |              |

## Ploegen
- 2013 –  BePink
- 2014 –  Astana-BePink
- 2015 –  BePink-La Classica
- 2016 –  BePink

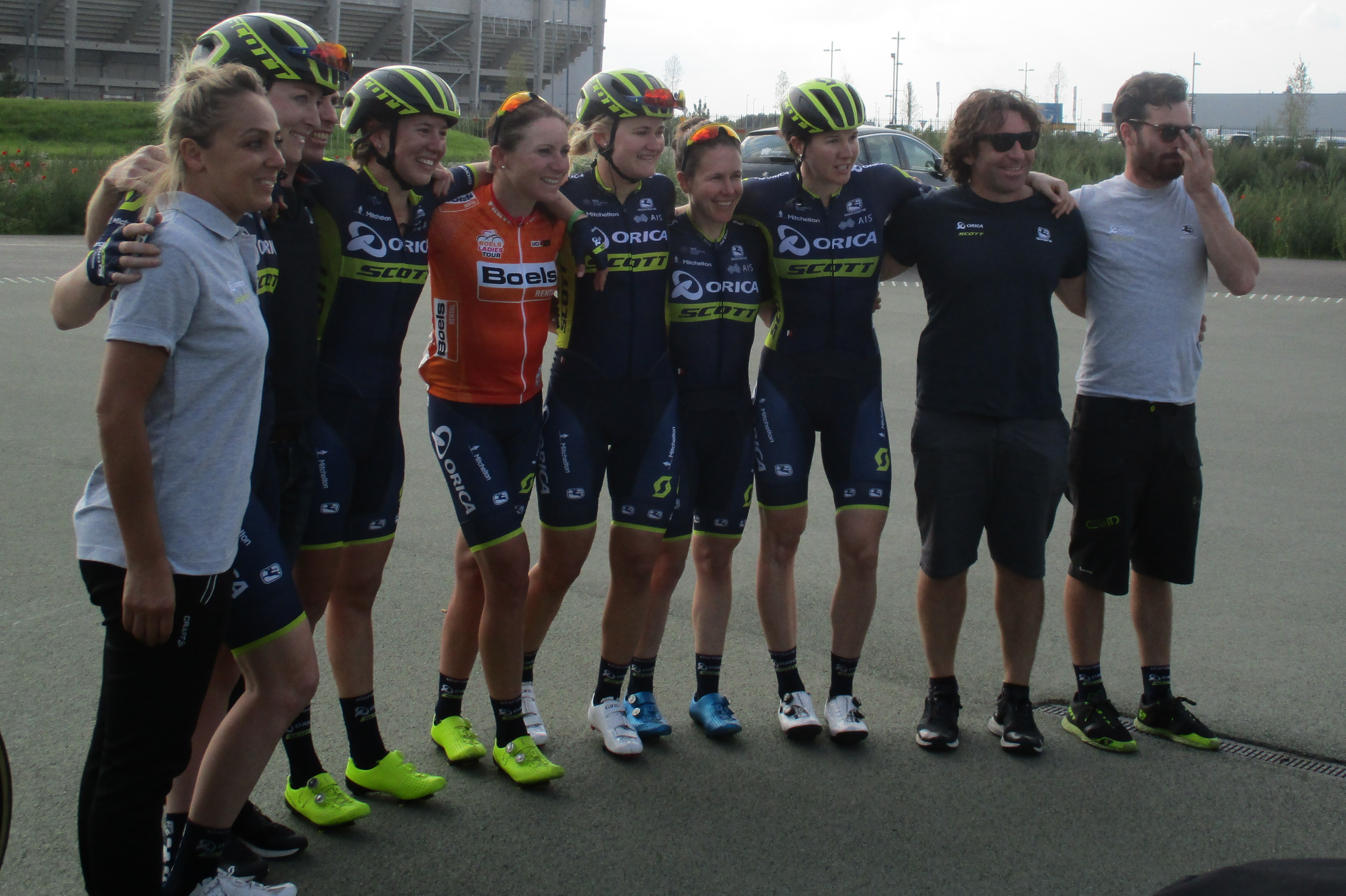
Williams (rechts naast leidster Van Vleuten) viert met haar ploeg de eindzege van hun kopvrouw in de Boels Ladies Tour 2017.

- 2017 –  Orica-Scott (vanaf 12 februari)
- 2018 –  Mitchelton-Scott
- 2019 –  Mitchelton-Scott
- 2020 –  Mitchelton-Scott
- 2021 –  Team BikeExchange
- 2022 –  Team BikeExchange Jayco
- 2023 –  EF Education-TIBCO-SVB

Allen · Baker · Crooks · Elvin · Garfoot · Manly · Neylan · Rowney · Roy · Spratt · Van Vleuten · Williams
Allen · Crooks · D'Hoore · Elvin · Kennedy · Manly · Roy · Spratt · Van Vleuten · Williams
Allen · Brown · Elvin · Kennedy · Manly · Roy · Spratt · Tenniglo · Van Vleuten · Williams
Allen · Brown · Elvin · Ensing · Kennedy · Roberts · Roy · Spratt · Tenniglo · Van Vleuten · Williams
Allen · Brown · Campbell · Ensing · Fidanza · Kennedy · Roberts · Roy · Santesteban · Spratt · Tenniglo · Williams · Žigart
Allen · Baker · Campbell · Faulkner · Fidanza · Kessler · Manly · Roseman-Gannon · Santesteban · Spratt · Tan · Williams · Žigart
Bäckstedt (tot 31/8) · Banks · Beuling (vanaf 20/4) · Borghesi · Doebel-Hickok · Ewers · Hammes · Honsinger · Jackson · Langley · Poidevin · Shapira · Smith · Stephens · Vallieres · Williams